# Тіптон (округ, Індіана)
Шаблон:StateAbbr_ 40°19′ пн. ш. 86°03′ зх. д. / 40.31° пн. ш. 86.05° зх. д.
Округ Тіптон (англ. Tipton County) — округ (графство) у штаті Індіана, США. Ідентифікатор округу 18159.

## Історія
Офіційно утворений в 1844 році.

## Демографія
За даними перепису
2000 року
загальне населення округу становило 16577 осіб, зокрема міського населення було 5990, а сільського — 10587.
Серед мешканців округу чоловіків було 8105, а жінок — 8472. В окрузі було 6469 домогосподарств, 4750 родин, які мешкали в 6848 будинках.
Середній розмір родини становив 2,97.
Віковий розподіл населення поданий у таблиці:
| Стать    | До 15 років | 15-21 | 22-29 | 30-39 | 40-49 | 50-65 | 65-85 | Понад 85 |
| -------- | ----------- | ----- | ----- | ----- | ----- | ----- | ----- | -------- |
| Чоловіки | 1776        | 768   | 724   | 1171  | 1300  | 1431  | 856   | 79       |
| Жінки    | 1614        | 719   | 721   | 1208  | 1284  | 1450  | 1223  | 253      |

## Суміжні округи
- Грант — північний схід
- Медісон — схід, південний схід
- Гамільтон — південь
- Клінтон — захід
- Говард — північ, північний захід

## Виноски
1. ↑  U.S. Decennial Census. US Census Bureau. Процитовано 10 липня 2014.
2. ↑  Historical Census Browser. University of Virginia Library. Архів оригіналу за 11 серпня 2012. Процитовано 10 липня 2014.
3. ↑  Population of Counties by Decennial Census: 1900 to 1990. US Census Bureau. Процитовано 10 липня 2014.
4. ↑  Census 2000 PHC-T-4. Ranking Tables for Counties: 1990 and 2000 (PDF). US Census Bureau. Процитовано 10 липня 2014.
5. ↑  Tipton County QuickFacts. US Census Bureau. Архів оригіналу за 7 червня 2011. Процитовано 25 вересня 2011. [Архівовано 2011-06-07 у Wayback Machine.](англ.) Наведено за англійською вікіпедією.
6. ↑  American FactFinder. Бюро перепису населення США. Архів оригіналу за 26 лютого 2012. Процитовано 31 січня 2008. [Архівовано 2008-05-21 у Wayback Machine.]

| США | Це незавершена стаття з географії США. Ви можете допомогти проєкту, виправивши або дописавши її. |